# Коневанго (Нью-Йорк)
Коневанго (англ. Conewango) — місто (англ. town) в США, в окрузі Каттарогус штату Нью-Йорк. Населення — 1785 осіб (2020).

## Демографія
Згідно з переписом 2010 року, у місті мешкало 1857 осіб у 518 домогосподарствах у складі 406 родин. Було 635 помешкань
Расовий склад населення:
| - 98,1 % — білих - 0,3 % — корінних американців - 0,3 % — чорних або афроамериканців - 0,3 % — азіатів |

До двох чи більше рас належало 0,7 %. Частка іспаномовних становила 1,0 % від усіх жителів.
За віковим діапазоном населення розподілялося таким чином: 42,9 % — особи молодші 18 років, 48,1 % — особи у віці 18—64 років, 9,0 % — особи у віці 65 років та старші. Медіана віку мешканця становила 23,8 року. На 100 осіб жіночої статі у місті припадало 100,8 чоловіків;  на 100 жінок у віці від 18 років та старших — 100,4 чоловіків також старших 18 років.
Середній дохід на одне домашнє господарство  становив 49 542 долари США (медіана — 38 274), а середній дохід на одну сім'ю — 56 756 доларів (медіана — 44 650). Медіана доходів становила 39 167 доларів для чоловіків та 30 644 долари для жінок. За межею бідності перебувало 28,6 % осіб, у тому числі 40,0 % дітей у віці до 18 років та 27,0 % осіб у віці 65 років та старших.
Цивільне працевлаштоване населення становило 575 осіб. Основні галузі зайнятості: виробництво — 20,3 %, освіта, охорона здоров'я та соціальна допомога — 20,3 %, будівництво — 10,6 %, сільське господарство, лісництво, риболовля — 9,2 %.